# Eparchie Nyíregyháza
Die Eparchie Nyíregyháza (lat.: Eparchia Nyiregyhazana) ist eine in Ungarn gelegene Eparchie der ungarischen griechisch-katholischen Kirche mit Sitz in Nyíregyháza.

## Geschichte
Die Eparchie Nyíregyháza wurde am 19. März 2015 durch Papst Franziskus aus Gebietsabtretungen der Erzeparchie Hajdúdorog errichtet und dieser als Suffragandiözese unterstellt. Zum Apostolischen Administrator ernannte der Papst am 31. Oktober desselben Jahres Ábel Szocska OSBM. Am 7. April 2018 ernannte der Papst Ábel Szocska zum ersten Diözesanbischof der Eparchie.